# (1953) Rupertwildt
(1953) Rupertwildt es un asteroide que forma parte del cinturón de asteroides y fue descubierto por el equipo del Indiana Asteroid Program de la universidad de Indiana desde el observatorio Goethe Link de Brooklyn, Estados Unidos, el 29 de octubre de 1951.

## Designación y nombre
Rupertwildt se designó inicialmente como 1951 UK.
Más adelante fue nombrado en honor del astrónomo alemán Rupert Wildt (1905-1976).

## Características orbitales
Rupertwildt está situado a una distancia media del Sol de 3,107 ua, pudiendo alejarse hasta 3,676 ua y acercarse hasta 2,539 ua. Su inclinación orbital es 2,46° y la excentricidad 0,183. Emplea 2001 días en completar una órbita alrededor del Sol.